# Уокер, Натан
Натан Уокер (англ. Nathan Walker, род. 7 февраля 1994 года, Кардифф, Уэльс, Великобритания) — австралийский и британский хоккеист, левый нападающий клуба НХЛ «Сент-Луис Блюз». Является первым в истории австралийцем, выбранным на драфте НХЛ, а также проведшим официальный матч НХЛ, забросившим шайбу.
Натан Уокер родился в Уэльсе, детство провёл в Австралии, где и сделал первые шаги в хоккее. В 2007 году уехал играть в Чехию за молодёжную команду «Витковице Стил». В 2011 году дебютировал в составе основной команды, став самым первым австралийцем играющим в профессиональном клубе в Европе. В 2012 году дважды отдавался в аренду в чешские клубы 1 лиги «Оломоуц» и «Салит». В 2013 году уехал в США, подписав контракт с клубом «Янгстаун Фантомc», выступающий в юниорской лиге США. В межсезонье 2013 года Уокер принял участие в тренировочном лагере «Вашингтон Кэпиталс» и подписал контракт с их фарм-клубом «Херши Беарс».

## Карьера

### Клубная
В 2007 году словацкий тренер Иван Манко пригласил Натана Уокера на просмотр в Чехию в клуб «Витковице Стил», в котором знал одного из тренеров. Натан Уокер оставил хорошее впечатление своей игрой и ему дали место в юношеской команде «Виктовице» до 18 лет. В составе юношей дважды становился чемпионом Чехии. Став одним из «забивал» в сезоне 2009/2010 в юношеской команде, Уокер был переведен в молодёжный состав, до 20 лет. После вылета из плей-офф в сезонах 2009/2010 и 2010/11 уехал доигрывать в Австралийскую лигу за клуб «Сидней Айс Догс».
9 октября 2011 года дебютировал за основную команду «Витковице» в Чешской экстралиге, став первым профессиональным хоккеистом-австралийцем в Европе, а также стал самым молодым игроком в экстралиге. Участник Кубка Шпенглера 2012 года. В первой же игре в Кубке забросил шайбу в ворота сборной Канады, составленной из игроков, выступающих в Европе. Натан Уокер стал самым молодым автором шайбы в Кубке Шпенглера. За «Витковице» в экстралиге сыграл в 34 встречах в регулярном чемпионате и набрал 9 очков (4+5), в плей-офф сыграл одну встречу, не набрав ни одного очка. В конце сезона, перед плей-офф, был отдан в аренду в клуб «Оломоуц» из 1-й лиги Чехии. За «Оломоуц» провёл 2 встречи в регулярке и 5 в плей-офф.
В сезоне 2012/2013 выступал параллельно за основу и за молодёжку, в составе молодёжной команды стал альтернативным капитаном. Во второй раз был арендован клубом из первой лиги, сыграв три встречи за «Салит». 8 января 2013 года переехал в Северную Америку, подписав контракт с клубом юниорской лиги США (USHL) «Янгстаун Фантомc». Дебютировал 11 января против клуба «Чикаго Стил», в первых четырёх встречах Уокер набрал 6 очков, став одним из лучших проспектов в USHL. Попал в десятку бомбардиров своего клуба несмотря на то, что пришёл в команду в середине сезона и пропустил концовку и плей-офф из-за травмы. В 29 встречах регулярки набрал 27 очков (7+20) по системе гол+пас.
После завершения сезона уехал тренироваться в Чехию, однако в июле 2013 года приглашён в тренировочный лагерь «Вашингтон Кэпиталс». Показав себя с хорошей стороны, остался в лагере до дня своего закрытия, в качестве одного из 40 игроков. 24 сентября подписал контракт с клубом АХЛ «Херши Беарс». Первую встречу за «Херши» сыграл 5 октября в матче против «Эдирондек Фантомс», став первым австралийцем в АХЛ. 27 октября забросил свою первую шайбу команде «Норфолк Эдмиралс» и совершил первую драку в АХЛ. В сезоне 2013/2014 в АХЛ набрал 11 очков (6+5) в 43 встречах.
Натан Уокер на драфте НХЛ 2014 года был выбран «Вашингтоном» в 3 раунде под общим 89-м номером. 25 июля 2014 года подписал трёхлетний контракт новичка с «Вашингтон Кэпиталс».
Дебютировал в НХЛ 7 октября 2017 года в первом матче сезона 2017/18 против «Монреаль Канадиенс» и в этом же матче забил свой первый гол. Сыграв ещё 6 матчей, был выставлен «Вашингтоном» на драфт отказов, откуда его забрал «Эдмонтон Ойлерз». За канадскую команду сыграл лишь 2 матча после чего вновь был выставлен на драфт отказов, после чего «Кэпиталз» вернули форварда. В плей-офф дебютировал 7 мая в 6-м победном матче серии против «Питтсбург Пингвинз» (2:1 ОТ) и отдал результативную передачу Алексу Чейссону, забившему первый гол. Несмотря что «Вашингтон Кэпиталз» выиграл Кубок Стэнли, его имя не было нанесено на Кубок, но он стал первым австралийским хоккеистом, который в составе команды выиграл Кубок Стэнли.
1 июля 2019 года перешёл в «Сент-Луис Блюз», подписав с командой однолетний контракт. Затем продлевал соглашение с «Блюз». В сезоне 2021/22 сыграл в НХЛ 30 матчей и набрал 12 очков (8+4). В сезоне 2022/23 сыграл 56 матчей и набрал 10 очков (2+8). В январе 2024 года подписал с «Блюз» двухлетнее соглашение со средней зарплатой в 775 тыс. долларов в год.

### Международная
В составе сборной Австралии принял участие на двух чемпионатах мира 2011 (II дивизион) и 2012 года (IА дивизион). На чемпионате мира 2011 года стал третьим бомбардиром в сборной, набрав 6 очков (4+2) по системе гол+пас в четырёх встречах, также стал самым полезным игроком (+7).

## Статистика

### Клубная
Последнее обновление: 19 июня 2019 года
| 2009-10     | Витковице Стил-U18      | ELH-U18     | 28  | 22 | 20 | 42 | 47  | 2  | 2 | 2 | 4  | 4  |
| 2009-10     | Витковице Стил-U20      | ELH-U20     | 23  | 5  | 5  | 10 | 16  | 1  | 0 | 0 | 0  | 0  |
| 2009-10     | Сидней Айс Догс         | AIHL        | 4   | 0  | 1  | 1  | 0   | —  | — | — | —  | —  |
| 2010-11     | Витковице Стил-U18      | ELH-U18     | 10  | 4  | 10 | 14 | 22  | —  | — | — | —  | —  |
| 2010-11     | Витковице Стил-U20      | ELH-U20     | 37  | 20 | 22 | 42 | 20  | —  | — | — | —  | —  |
| 2010-11     | Сидней Айс Догс         | AIHL        | 3   | 1  | 1  | 2  | 6   | —  | — | — | —  | —  |
| 2011-12     | Витковице Стил-U18      | ELH-U18     | —   | —  | —  | —  | —   | 3  | 4 | 1 | 5  | 14 |
| 2011-12     | Витковице Стил-U20      | ELH-U20     | 14  | 14 | 6  | 20 | 16  | 3  | 0 | 1 | 1  | 0  |
| 2011-12     | Витковице Стил          | ELH         | 34  | 4  | 5  | 9  | 8   | 1  | 0 | 0 | 0  | 2  |
| 2011-12     | Оломоуц                 | Лига 1      | 2   | 0  | 1  | 1  | 4   | 5  | 0 | 0 | 0  | 6  |
| 2012-13     | Витковице Стил-U20      | ELH-U20     | 13  | 12 | 12 | 24 | 42  | —  | — | — | —  | —  |
| 2012-13     | Витковице Стил          | ELH         | 20  | 0  | 1  | 1  | 29  | —  | — | — | —  | —  |
| 2012-13     | Салит                   | Лига 1      | 3   | 0  | 1  | 1  | 2   | —  | — | — | —  | —  |
| 2012-13     | Янгстаун Фантомc        | USHL        | 29  | 7  | 20 | 27 | 63  | —  | — | — | —  | —  |
| 2013-14     | Херши Беарс             | АХЛ         | 43  | 5  | 6  | 11 | 40  | —  | — | — | —  | —  |
| 2014-15     | Херши Беарс             | АХЛ         | 28  | 1  | 3  | 4  | 30  | —  | — | — | —  | —  |
| 2014-15     | Саут Каролина Стингрэйз | ECHL        | 6   | 2  | 2  | 4  | 0   | —  | — | — | —  | —  |
| 2015-16     | Херши Беарс             | АХЛ         | 73  | 17 | 24 | 41 | 41  | 20 | 2 | 3 | 5  | 11 |
| 2016-17     | Херши Беарс             | АХЛ         | 58  | 11 | 12 | 23 | 33  | 12 | 2 | 4 | 6  | 0  |
| 2017-18     | Вашингтон Кэпиталз      | НХЛ         | 7   | 1  | 0  | 1  | 4   | 1  | 0 | 1 | 1  | 0  |
| 2017-18     | Эдмонтон Ойлерз         | НХЛ         | 2   | 0  | 0  | 0  | 2   | —  | — | — | —  | —  |
| 2017-18     | Херши Беарс             | АХЛ         | 40  | 9  | 13 | 22 | 36  | —  | — | — | —  | —  |
| 2018-19     | Вашингтон Кэпиталз      | НХЛ         | 3   | 0  | 1  | 1  | 2   | —  | — | — | —  | —  |
| Всего в АХЛ | Всего в АХЛ             | Всего в АХЛ | 202 | 34 | 45 | 79 | 144 | 32 | 4 | 7 | 11 | 11 |
| Всего в НХЛ | Всего в НХЛ             | Всего в НХЛ | 12  | 1  | 1  | 2  | 8   | 1  | 0 | 1 | 1  | 0  |

### Международная
| Год   | Сборная   | Турнир  | И | Г | ГП | О | Штр |
| ----- | --------- | ------- | - | - | -- | - | --- |
| 2011  | Австралия | ЧМ Д2   | 4 | 4 | 2  | 6 | 4   |
| 2012  | Австралия | ЧМ Д1 B | 5 | 2 | 0  | 2 | 4   |
| Всего | Всего     | Всего   | 9 | 6 | 2  | 8 | 8   |